# Liste von Brücken in Hamburg/W

## W
| Foto                | Name, Kurzbeschreibung | Nutzung | (Erst)Bau | Stadtteil, Lage                                             |
| ------------------- | --- | ------- | --------- | ----------------------------------------------------------- |
|                     | Wagnerstraßenbrücke Mit dieser Brücke quert die gleichnamige Straße den Eilbekkanal. In ihrer heutigen Form 1915 errichtet und 2002/3 grundsaniert. | Straße  | 1904/1915 | Barmbek-Süd (53° 34′ 15″ N, 10° 2′ 24″ O)                   |
|                     | Wallstraßenbrücke Die Brücke wurde 1958 errichtet und nach der Wallstraße benannt. Beide erinnern an die ehemalige Stadtbefestigung, die einst den Stadtteil St. Georg schützte. | Straße  | um 1905   | Hamburg-Borgfelde, Hohenfelde (53° 33′ 23″ N, 10° 1′ 36″ O) |
|                     | Walter-Dudek-Brücke (W481) Walter Dudek war zwischen 1925 und 1933 Bürgermeister von Harburg und nach dem Krieg Hamburger Senator. Die nach ihm benannte Brücke führt in Nähe des Harburger Bahnhofs über die Gleise von Fern- und S-Bahn.                                              | Straße  | 1985      | Harburg (53° 27′ 27″ N, 9° 59′ 29″ O)                       |
| Waltershofer Brücke | Waltershofer Brücke Die Brücke trennt den Waltershofer Hafen vom Rugenberger Hafen. Die Gegend, die auch dem Hafen und der Brücke den Namen gab, ist möglicherweise nach dem Hamburger Senator Walter Beckhoff (1648–1727) benannt.                                                     | Straße  | 1911      | Waltershof (53° 31′ 29″ N, 9° 55′ 41″ O)                    |
|                     | Wandbereiterbrücke Eine Brücke auf der Kehrwiederhalbinsel. Hier befanden sich textilherstellende Gewerke, die 1560–1567 aufgrund des Platzbedarfs auf dem Grasbrook angesiedelt wurden. Auch die nahe Wandrahmsfleetbrücke nimmt darauf Bezug, denn Wand leitet sich von Gewandung ab. | Straße  | 1903      | HafenCity (53° 32′ 43″ N, 9° 59′ 50″ O)                     |
|                     | Wandrahmsfleetbrücke Eine Brücke auf der Kehrwiederhalbinsel. Hier befanden sich textilherstellende Gewerke, die 1560–1567 aufgrund des Platzbedarfs auf dem Grasbrook angesiedelt wurden. Auch die nahe Wandbereiterbrücke nimmt darauf Bezug, denn Wand leitet sich von Gewandung ab. | Straße  | 1900      | HafenCity (53° 32′ 44″ N, 9° 59′ 58″ O)                     |
|                     | Wandrahmsteg Die Balkenbrücke überquert den Zollkanal. Die Brücke steht unter Denkmalschutz. | Fußweg  | 1962      | Hamburg-Altstadt, HafenCity (53° 32′ 49″ N, 10° 0′ 8″ O)    |
|                     | Wandsbeker Alleebrücke Mit dieser Brücke quert die gleichnamige Straße die Wandse. | Straße  | 1960      | Wandsbek (53° 34′ 33″ N, 10° 4′ 12″ O)                      |
|                     | Wandsbeker Chausseebrücke Die Brücke führt die Wandsbeker Chaussee über die Gleise der S-Bahn und Güterumgehungsbahn, auf ihr befindet sich zugleich der einzige Zugang zur gleichnamigen S-Bahn-Station.                                                                               | Straße  | vor 1905  | Eilbek, Marienthal (53° 34′ 13″ N, 10° 3′ 35″ O)            |
|                     | Wartenaubrücke Die Brücke quert den Eilbekkanal östlich des Kuhmühlenteich. Die Brücke steht unter Denkmalschutz. | Straße  | 1904      | Uhlenhorst, Hohenfelde (53° 34′ 0″ N, 10° 1′ 54″ O)         |
|                     | Wendemuthstraßenbrücke Straßenbrücke über die die Wendenmuthstraße die Wandse quert. | Straße  | um 1864   | Wandsbek (53° 34′ 35″ N, 10° 4′ 23″ O)                      |
|                     | Wendenbrücke Die Wendenbrücke führt die gleichnamige Straße über das Hochwasserbassin. | Straße  | 1930      | Hammerbrook (53° 32′ 53″ N, 10° 1′ 47″ O)                   |
|                     | Werftbrücke Die im Jahre 1899 errichtete Werftbrücke wurde im Jahr 1999 erneuert. Sie führt den Leinpfad unmittelbar an der Alster über den Leinpfadkanal. | Straße  |           | Winterhude (53° 35′ 7″ N, 9° 59′ 47″ O)                     |
|                     | Wiesenbrücke Ursprünglich gab es in dieser Gegend nur Wiesen, daher die Benennung. Die Brücke führt die Brabandstraße über den Brabandkanal. | Straße  | 1922      | Alsterdorf (53° 36′ 56″ N, 10° 0′ 59″ O)                    |
|                     | Wiesendammbrücke Mit dieser Brücke quert die gleichnamige Straße den Goldbekkanal. | Straße  | 1928      | Winterhude (53° 35′ 22″ N, 10° 1′ 13″ O)                    |
|                     | Wilhelm-Grimm-Straßenbrücke Wilhelm Grimm (um 1890) war ein Großgrundbesitzer in Rahlstedt. In Anlehnung an die nach ihm benannte Straße erhielt diese Brücke ihren Namen. | Straße  | 1911      | Rahlstedt (53° 36′ 3″ N, 10° 9′ 19″ O)                      |
|                     | Wilhelminenbrücke Die Brücke ist nach dem früheren „Wilhelminenplatz“ benannt. Sie quert das Kehrwiederfleet nahe der Kehrwiederspitze. | Straße  | 1976      | HafenCity (53° 32′ 35″ N, 9° 59′ 1″ O)                      |
|                     | Wilhelmsburger Brücke (W483) Beim S-Bahnhof Veddel-Ballinstadt quert diese Brücke den Müggenburger Zollhafen. | Straße  | 1907      | Veddel (53° 31′ 19″ N, 10° 0′ 54″ O)                        |
|                     | Winsener Brücke Eine Brücke über den Seevekanal im Zuge der Hannoverschen Straße. Sie ist nach der Winsener Straße benannt, die von Harburg nach Winsen führt. | Straße  | 1956      | Harburg (53° 27′ 13″ N, 9° 59′ 30″ O)                       |
|                     | Winterhuder Brücke Die stählerne Bogenbrücke führt über die Alster. Die Brücke steht unter Denkmalschutz. | Straße  | 1904      | Eppendorf, Winterhude (53° 35′ 35″ N, 9° 59′ 37″ O)         |
|                     | Wöhlerbrücke Die Brücke ist nach der Wöhlerstraße benannt, die mit ihr den Billbrookkanal überquert. | Straße  | 1924      | Billbrook (53° 32′ 1″ N, 10° 4′ 54″ O)                      |
|                     | Wolffsonbrücke Die Straße ist nach dem Wolffsonweg benannt. Mit dieser überquert sie den Skagerrakkanal. | Fußweg  | 1947      | Alsterdorf (53° 36′ 32″ N, 10° 0′ 2″ O)                     |
|                     | Wördenmoorbrücke Zwischen den U-Bahnhöfen Langenhorner Markt und Langenhorn-Nord quert diese Brücke die U-Bahngleise. | Straße  | 1960      | Langenhorn (53° 39′ 17″ N, 10° 1′ 0″ O)                     |
|                     | Wulffsbrücke (W410) Die Wulffsbrücke quert die Gose Elbe zwischen der Heinrich-Osterath-Straße und dem Reitbrooker Hinterdeich. | Straße  | 1929      | Kirchwerder, Reitbrook (53° 27′ 38″ N, 10° 8′ 18″ O)        |